# Jajce
Jajce è una città ed una municipalità della Bosnia ed Erzegovina con una popolazione con 30 758 abitanti al censimento 2013.
È ubicata alla confluenza dei fiumi Pliva e Vrbas.

## Storia
La città, fondata nel XIV secolo e sviluppatasi intorno ad una fortezza, fu anche capitale del Regno autonomo di Bosnia e vide l'incoronazione di Stefano Tomašević ultimo Re di Bosnia, che regnò dal 1461 al 1463. Con l'invasione della Bosnia da parte del sultano ottomano Mehmet II, Stefano Tomašević, dopo essere stato catturato nella fortezza della vicina città di Ključ, venne decapitato in un campo noto come Carevo Polje (Campo degli Zar) che si trova nei dintorni della città. L'anno successivo Jajce venne liberata da Mátyás Hunyadi, detto Mattia il giusto, re d'Ungheria che nel 1464 occupò la Bosnia sconfiggendo i turchi e ristabilendo il banato; durante questo periodo venne restaurata la chiesa di San Luca, la più vecchia della città. Nel 1527 la Bosnia cadde nuovamente sotto il dominio ottomano che sarebbe durato fino al 1878, quando con il Trattato di Berlino la Bosnia e l'Erzegovina vennero occupate dagli austriaci e, pur rimanendo territorio turco, passarono sotto l'amministrazione dell'Impero austro-ungarico, a cui vennero poi annesse nel 1908.
I resti di Stefano Tomašević vennero ritrovati in una località presso Jajce nota come Kraljev Grob (Tomba del Re) nel 1888, quando l'archeologo croato Ćiro Truhelka portò alla luce il corpo decapitato di un uomo adulto. Anche se non vi è alcuna prova certa che quelli fossero i resti di Stefano Tomašević, le tradizioni locali e le prove presenti rendono quasi certo il fatto e i resti sono ora custoditi nel locale monastero francescano.

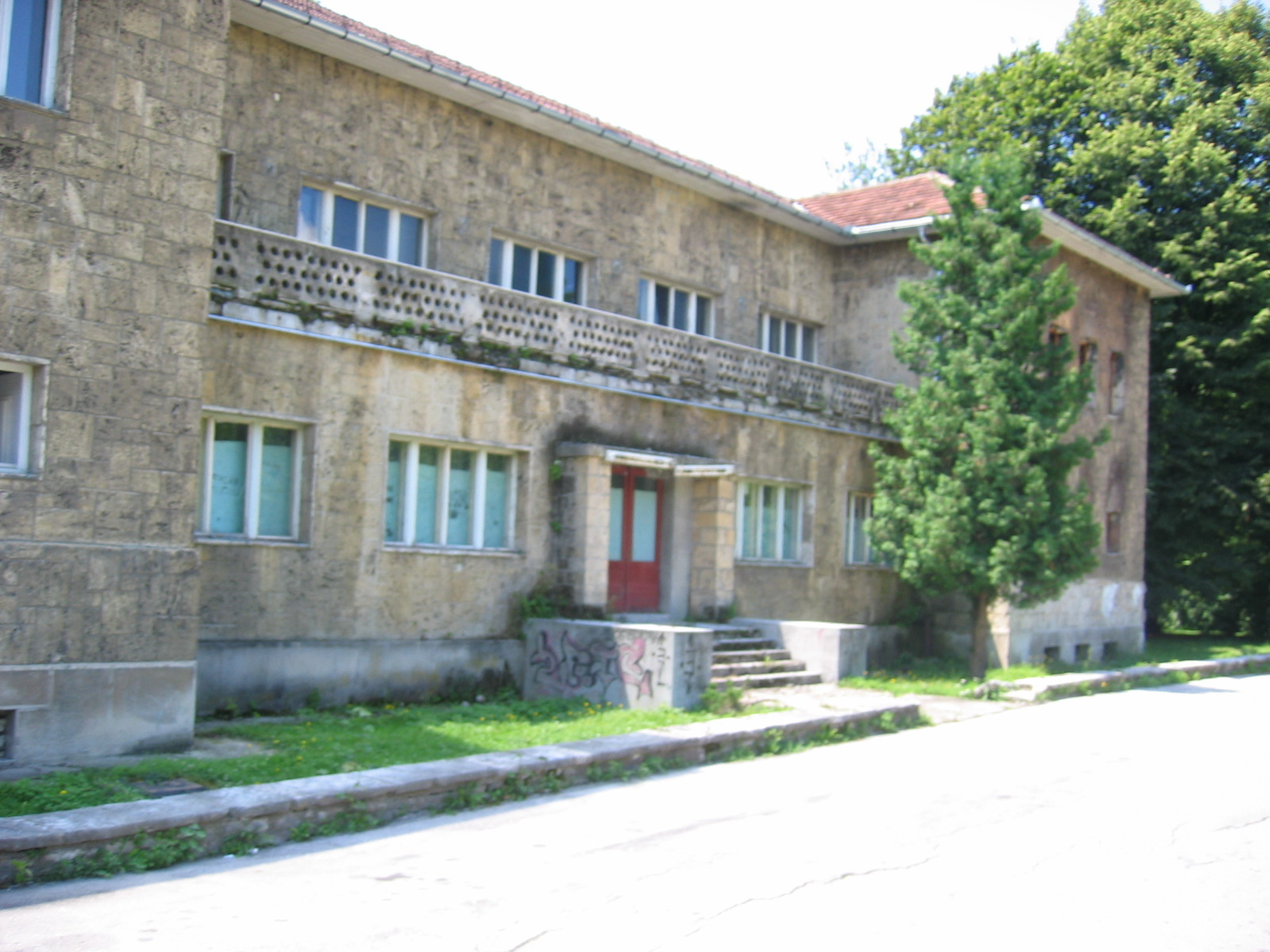
L'edificio dove si svolse la seconda sessione dell'AVNOJ

Durante la seconda guerra mondiale la città divenne famosa per lo svolgimento, tra il 21 e il 29 novembre 1943, della seconda sessione dell'AVNOJ, il consiglio antifascista di liberazione nazionale della Jugoslavia, in cui vennero gettate le basi del nuovo Stato Federale Jugoslavo con Tito Primo ministro. Nella stessa riunione venne eletto un Comitato Nazionale per la Liberazione della Jugoslavia con funzioni di governo provvisorio, e venne revocato il Regio Governo Jugoslavo in esilio con il divieto di ritorno in patria del Re Pietro II, fino allo svolgimento di un referendum popolare che avrebbe dovuto decidere lo status della monarchia.
Nel 1963 a Jajce si svolsero i sesti Campionati mondiali di canoa/kayak.
La città di Jajce partecipò, il 26 agosto 1982, alla 7ª puntata della XVIIIª edizione di Giochi senza frontiere, una trasmissione televisiva prodotta dall'Unione europea di radiodiffusione e andata in onda dal 1965 al 1999.
All'inizio della guerra in Bosnia tra aprile e maggio 1992 quasi tutta la popolazione serba abbandonò la città per rifugiarsi nel territorio della Republika Serba. Nell'estate del 1992 la città venne pesantemente bombardata dal Vojska Republike Srpske, l'esercito Serbo-Bosniaco della Republika Srpska, e con l'entrata dei serbi nella città nell'ottobre del 1992 si ebbe la fuga in massa delle popolazioni croate e bosgnacche che si rifugiarono nella vicina Travnik. Con la controffensiva croata dell'agosto-settembre 1995 la città venne occupata dalle milizie del Consiglio di difesa croato con la popolazione serba messa in fuga. Con gli Accordi di Dayton, stipulati il 14 dicembre 1995, la municipalità di Jajce entrò a far parte della Federazione croato-musulmana ma con i confini modificati.

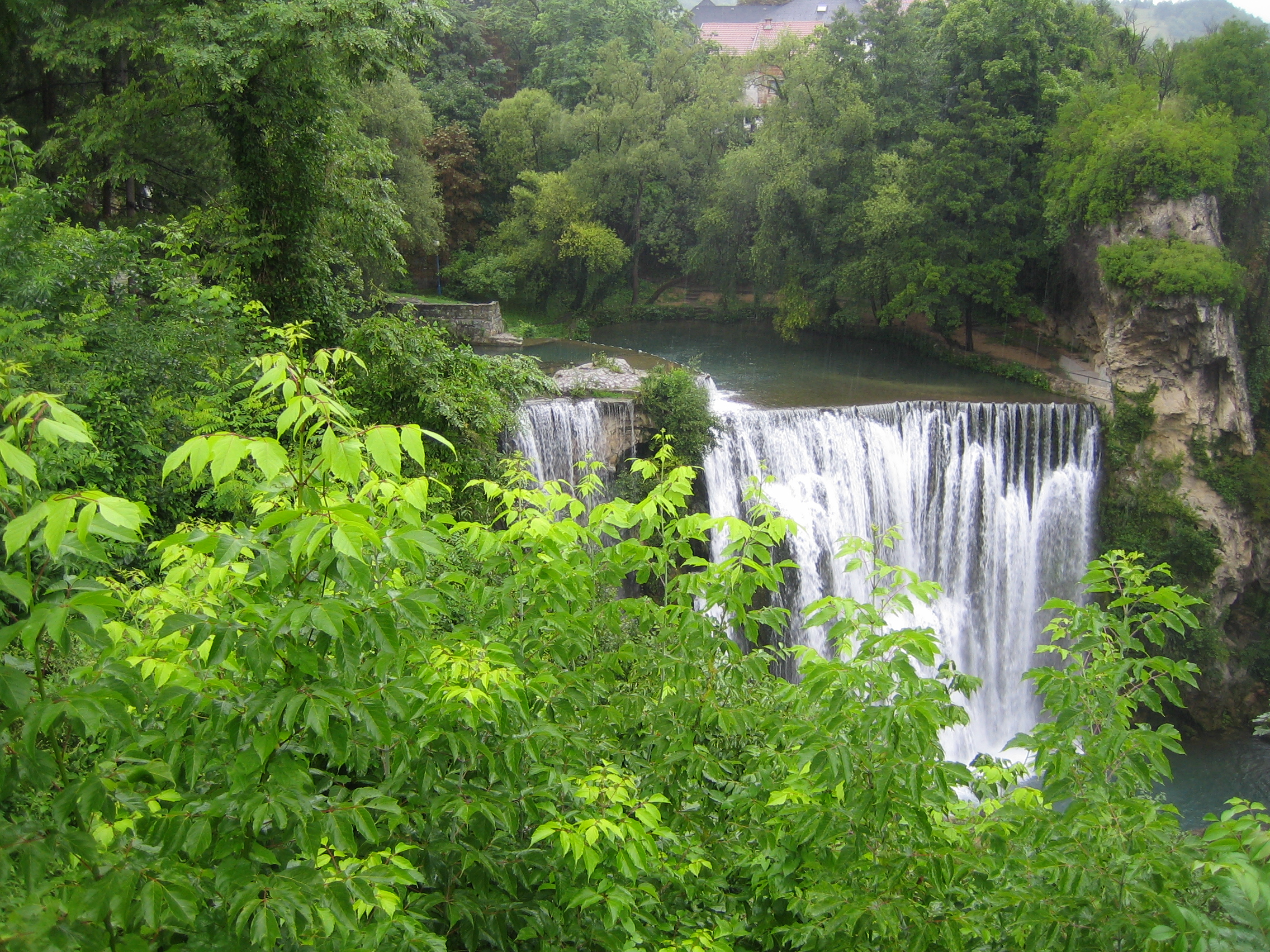
Le cascate della Pliva

## Dintorni
Nel pieno centro di Jajce si trovano, alla confluenza del Vrbas e della Pliva, le Cascate della Pliva che costituiscono una delle maggiori attrattive della città. Le cascate erano alte circa 30 metri, ma dopo il terremoto durante la guerra civile e in conseguenza dei concomitanti attacchi alla vicina centrale idroelettrica l'area venne allagata e adesso le cascate hanno un'altezza di 20 metri.

## Progetti dell'UNESCO
Jajce ha una ricca storia e nella sua municipalità si contano 24 monumenti nazionali : le mura della città e il complesso di fortificazione; la casa "Burić"; la chiesa ortodossa "Presvete Bogorodice"; la chiesa "Sv. Ivo" in Podmilačje; la chiesa "Sv Marija" col campanile di "San Luca"; la moschea delle donne; l'edificio dell'AVNOJ; la moschea "Esma Sultanija"; "kraljev Grob" (tomba reale) a Zastinju; Jajce, e il suo antico distretto urbano; Katakombe e la chiesa sotterranea; la casa "Kapetanović"; la vecchia casa "Kršlak"; il tempio del Dio Mitra; Musafirhana; la necropoli con i suoi stećci a Vinac; la casa "Omerbegova"; il complesso dei mulini in legno sui laghi della Pliva; il cimitero romano-cattolico; la casa "Sarač", il palazzo delle finanze, e la prima scuola elementare; la moschea "Sinan-bey"; la fontana Hadžihafizadića; la fortezza di Vinac; la fortezza di Jajce. Nel 2006 il suo centro storico è stato proposto per essere inserito nella lista dei patrimoni dell'umanità dell'UNESCO.
La stessa UNESCO ha avviato il recupero del centro storico in collaborazione con un'organizzazione svedese denominata Kulturarv utan gränser (Patrimonio Culturale senza Confini). Il progetto principale dell'organizzazione è il recupero delle tradizionali abitazioni che caratterizzano il paesaggio della città. Nel 2006 la maggior parte delle case è stata ricostruita, mentre i lavori del recupero di alcuni suoi monumenti sono tuttora in corso.